# Benjamin Willem Blijdenstein (1839-1914)
Benjamin Willem Blijdenstein (Enschede, 20 juli 1839 – Hilversum, 10 april 1914) was een Nederlands ondernemer.
Hij was de zoon van Benjamin Willem Blijdenstein (1811-1866) en kleinzoon van Benjamin Willem Blijdenstein (1780-1857).
Hij was onderdeel van het textielgeslacht Blijdenstein en was een schaker op hoog niveau en was op zijn 34e de beste schaker van Nederland.
Samen met zijn vader heeft hij de Twentsche Bank grootgemaakt. Hij is de stichter van Pinetum Blijdenstein.
- Nederlandse Thesaurus van Auteursnamen: 244219915
- Virtual International Authority File: 280938783
- WorldCat: E39PCjKvT93RXxBpk6vQmJv9rC